# Fischer Automobile
Fischer Automobile, bestehend aus der Fischer Automobile GmbH, der Fischer Automobile GmbH & Co. KG und der Fischer Automobile Amberg GmbH & Co. KG, ist eine europaweit tätige Unternehmensgruppe in der Kfz-Branche mit Standorten in Neumarkt in der Oberpfalz, Pilsach, Ursensollen und Amberg.

## Geschichte
Im Oktober 1982 erfolgte die Gewerbeanmeldung für einen Kraftfahrzeughandel durch Franz Fischer. Er bereitete in Sindlbach bei Berg bei Neumarkt in der Oberpfalz einen Stellplatz für reparaturbedürftige Fahrzeug auf und richtete in seinem Keller einen Büroraum ein.
Mit dem Umzug nach Pilsach Mitte 1985 begann für Franz Fischer eine bis heute bestehende Partnerschaft mit der Volkswagen AG. Ein Werkstattvertrag wurde abgeschlossen, es entstand die Fischer Automobile GmbH.
Als einer der großen Meilensteine in der Unternehmenschronik ist die Unterzeichnung der VW/Audi-Händlerverträge im Jahre 1986 zu nennen.
2002 erfolgte die Übernahme des Neumarkter Autohauses Ochsenkühn mit zwei Betriebsstätten. Fortan agierte Fischer Automobile an drei Standorten.
2003 zeichnete der damalige bayrische Wirtschaftsminister Otto Wiesheu Franz Fischer mit dem Preis Bayerns best 50 für eine besonders dynamische Unternehmensentwicklung aus.
2004 erfolgte ein Neubau einer Betriebsstätte in der Nürnberger Straße am Stadtrand Neumarkts. Diese wurde Ende 2004 bezogen und wurde zum neuen Unternehmenshauptsitz. Am ehemaligen Hauptsitz in Pilsach befindet sich heute das Karosserie und Lackier-Leistungszentrum. Außerdem befindet sich in Pilsach der 24-Stunden-Pannendienst und seit Mai 2007 der Verkauf und Service für Fiat, Fiat Professional, Alfa Romeo und Lancia.
Im März 2005 wurde Franz Fischer für das besondere Engagement bei der Schaffung von Arbeits- und Ausbildungsplätzen in der Region mit dem Jobstar der Metropolregion Nürnberg ausgezeichnet, kurz danach zum zweiten Mal mit dem Preis Bayerns best 50.
In den Jahren 2007 und 2008 wurde das Produktsortiment um zwei weitere Vertragspartnerschaften erweitert, die Marken Škoda Service und Seat.
Zusätzlich entstand 2007 ein vollständiger Neubau für den Handel mit Gebrauchtfahrzeugen und Seat Neuwagen in Ursensollen bei Amberg. Der Betrieb firmiert seitdem als Fischer Automobile GmbH & Co KG unter der Leitung von Thomas Fischer, Sohn von Franz Fischer.
Seit dem 1. Juli 2009 gehört auch das Audi- und Volkswagen-Zentrum Amberg, ehemals in Besitz und Leitung der Gebrüder Zinkl, zur Fischer Gruppe. Das Audi-Zentrum wurde am Standort Ursensollen integriert, das Volkswagen-Zentrum in Amberg blieb in seiner alten Form erhalten. Der VW-Betrieb firmiert seit dem 1. Juli 2009 als Fischer Automobile Amberg GmbH & Co KG, Geschäftsführer ist Horst Hoffmann. Durch den Betriebsübergang wuchs die Zahl der Beschäftigten auf rund 350 Personen.
Zum 1. Februar 2011 veränderte sich die Geschäftsführung der Fischer Automobile GmbH & Co KG. Neuer Geschäftsführer ist Horst Hoffmann. Der bisherige Geschäftsführer in Ursensollen, Thomas Fischer, wechselte an den Standort Neumarkt und ergänzt zum 1. Februar 2011 dort die Geschäftsführung der Fischer Automobile GmbH.
Im Jahr 2013 wurden die Betriebe in Neumarkt und Amberg Volkswagen E-Mobilitätspartner. Zusätzlich wurde im Amberger Betrieb ein Service-Vertrag für die Marke Škoda abgeschlossen.
Am 29. März eröffnete das Unternehmen nach zweijähriger Bauzeit sein Mehrmarken-Zentrum in Amberg in der Speckmannshofer Straße. Dort wurden die Marken Volkswagen, SEAT, Volkswagen Nutzfahrzeuge und die Gebrauchtwagenmarke Das WeltAuto integriert. Des Weiteren entstand dort ein Werkstattgebäude mit Karosserie- und Lackierleistungszentrum sowie eine Waschstraße. Gleichzeitig wurde der alte Standort in der Kastler Straße geschlossen.
Ende 2016 änderte sich die Geschäftsführung der Fischer Automobile Amberg GmbH & Co. KG. Thomas Fischer übernimmt in Amberg, wie auch in den anderen drei Betrieben von Fischer Automobile, die Unternehmensleitung.